# Okršaj na Bilima 20. rujna 1991.
Okršaj na Bilima 19. rujna i 20. rujna 1991. bila je borbena akcija nižeg intenziteta na Bilima poviše Mostara. Sukobili su se hrvatski dragovoljci protiv JNA koja je bila u uznapredovaloj fazi izvršavanja desanta. Braniteljski otpor spriječio je ulaska desanta u završnu fazu.
Tih su dana su u Hercegovinu iz Srbije ušli dijelovi Užičkoga i Titogradskog korpusa JNA.
Tzv. JNA uz pomoć TO i srpsko-crnogorskim rezervistima pošla je okupirati Hercegovinu. Namjeravali su spojiti se s oklopno-mehaniziranom brigadom JNA. Zapovijedao je general Milojko Pantelić. Akcija je bila radi ostvarivanja plana RAM: zauzeti dolinu rijeke Neretve te daljnjim napredovanjem duž doline presjeći Hrvatsku na dva dijela kod Čepikuća i Stona, a u drugoj fazi spojiti se s Kninskim korpusom JNA kojim je zapovijedao general Ratko Mladić. Da je akcija uspjela, Mostar bi se našao u okruženju poput Srebrenice a stanovništvo doživjelo okupaciju bez otpora, protjerivanje i ubojstva kao u Bijeljini.
Sve je ovo značilo da će JNA s pratećim snagama okružiti Mostar. Radi toga je organizirala desant niških specijalaca na plato Bila. Krizni stožer obrane Mostara odlučio je preduhitriti ih. Skupila se skupina dragovoljaca kojima je zapovijedao Željko Džidić-Džido. Ušli su na plato Bila u noći s 19. na 20. rujna 1991. godine. Da bi spriječili iskrcavanje specijalaca JNA iz Niša, otvorili su paljbu na tri transportna helikoptera JNA. Helikopteri MI8 bili su puni vojnika spremnih djelovati. Nakon paljbe na njih helikopteri su se povukli. Prvi su pokušaj JNA odbili. Da bi se spremno dočekalo nove pokušaje, organizirana su stalna dežurstva od dragovoljaca iz Mostara i Širokog Brijega. Kote oko Mostara kao što su Planinica, Bile, Galac, Kozica, Žovnica stavili su dragovoljci pod kontrolu.
Prisilili su JNA privremeno odustati od akcije. Oskudne materijalno-tehničke logistike, hrvatski branitelji Mostara uspjeli su onemogućiti akciju JNA, ali ne i nove slične namjere. Već 26. listopada 1991. postrojbe redovnog i pričuvnog sastava JNA iskrcale su se na Tomušu poviše Krivodola (Kruševa) i zatočile u Nevesinju policajce. I taj je napad neutraliziran. Velika agresija zbila se 3. travnja 1992. kad je izbila višemjesečna bitka za Mostar.

## Vanjske poveznice
- Večernji list Prije 27 godina Željko Džidić s hrvatskim domoljubima spriječio je desant JNA kod Mostara
- Hrvatsko nebo[neaktivna poveznica] Prvi otpor rezervistima - Prije 27 godina Željko Džidić s hrvatskim domoljubima spriječio je desant JNA kod Mostara